# تريميبرامين
تريميبرامين هو مضاد للإكتئاب ثلاثي الحلقات بالإضافة إلى بعض الخصائص المهدئة والمضادة للذهان.

## الإستخدامات الطبية
يستخدم تريميبرامين في الطب بشكل أساسي لعلاج اضطرابات الإكتئاب الكبرى، وخاصةً التي تتطلب التخدير بسبب آثاره المخدرة البارزة، يمتلك تريميبرامين آثار مضادة للذهان ضعيفة وأقل وضوحاً من مضادات الذهان الأخرى مثل الفينوثيازين وبيبرازين.
تريميبرامين هو الدواء الوحيد المعروف حتى الآن بأنه ذو فاعلية ضد الأرق ولا يغير من بنية النوم الأساسية أو العادية، وخاصةً أنه لا يثبط مرحلة حركة العين السريعة أثناء النوم، كما يقال أن الأحلام تصبح أكثر سطوعاً أثناء فترة العلاج.

## الآثار الجانبية
تشمل الآثار السلبية الشائعة:
- التخدير: شائعة خاصةً مع تريميبرامين بالمقارنة مع مضادات الإكتئاب ثلاثية الحلقات الأخرى.
- له آثار مضادة للمستقبلات الكولينية مثل:

1. جفاف الفم.
2. رؤية غير واضحة.
3. توسيع حدقة العين.
4. نقص الدموع.
5. الإمساك.
6. إحتباس البول أو سيولة البول.
7. انخفاض ليونة القناة الهضمية وقدرتها على الحركة.
8. عدم انتظام القلب (زيادة عدد ضربات القلب).
9. الهذيان (خاصةً كبار السن ومرضى الشلل الرعاش).

- زيادة الوزن.
- هبوط ضغط الدم الانتصابي.
- العجز الجنسي، بما في ذلك العجز وفقدان الرغبة الجنسية وغيرها من الآثار السلبية.
- الارتعاش.
- الدوخة.
- التعرق.
- القلق.
- الأرق.
- التهيج.
- الطفح الجلدي.

بينما تتضمن الآثار الجانبية غير المعروف حدوثها ما يلي:
- ارتباك.
- غثيان.
- تقيؤ.
- تأثيرات خارج الحزمة الهرمية (الشلل الرعاش، خلل التوتر، إلخ)
- طنين الأذن.
- تغيرات في رسم القلب.
- نتيجة زائدة في اختبار وظائف الكبد.

وتشمل الآثار السلبية النادرة ما يلي:
- النوبات.
- متلازمة الإفراز غير المتلائم للهرمون المضاد لإدرار البول.
- أمراض الدم وتشمل ما يلي:

1. قلة الصفيحات.
2. ندرة المحببات.

- احتشاء عضلة القلب.
- منع عمل القلب.
- الموت القلبي المفاجئ.
- التفكير الانتحاري.
- الزيادة في سوء الاكتئاب.

### موانع الاستخدام
تشمل موانع الاستخدام ما يلي:
- احتشاء عضلة القلب مؤخراً.
- الهوس.
- أمراض الكبد الحادة.
- أثناء الرضاعة.
- فرط الحساسية لماليات التريميبرامين.

### التفاعلات الدوائية
لا يجب تناول تريميبرامين أثناء تناول أيٍ من الأدوية المحاكية للجهاز السمبثاوي مثل الأدرينالين، والإيفدرين، والأيزوبرينالين، والنورأدرينالين، والفينيل إفرين، وفينيل بروبانول أمين.
ربما يزيد الباربيتيورات من معدل الأيض كذلك، وينبغى أن يعطي تريميبرامين بحذر للمرضى الذين يعالجون من فرط نشاط الغدة الدرقية.

### زيادة الجرعة
بالمقارنة مع مضادات الإكتئاب ثلاثية الحلقات الأخرى فإن تريميبرامين آمن نسبياً عند تناوله في جرعات زائدة، على الرغم من أنه أكثر خطورةً من مثبطات امتصاص السيروتونين الانتقائية، ومثبطات إعادة امتصاص السيروتونين والنورأدرينالين، ولكنه أقل خطورة من البوبروبيون في حالات الجرعة الزائدة.

## آلية العمل
تختلف آلية عمل تريميبرامين عن مضادات الإكتئاب ثلاثية الحلقات الأخرى، وهو ضعيف إلى معتدل  في تثبيط إعادة امتصاص السيروتونين. ومثبط ضعيف للغاية في إعادة امتصاص النورأدرينالين والدوبامين، يعد تأثير الرئيسي بسبب عمله كمضاد للمستقبلات على النحو التالي:
- قوي جداً: مستقبلات الهيستامين H1.
- قوي: مستقبلات 5-HT2A، ومستقبلات α1 الأدرينالية.
- معتدل: مستقبلات الدوبامين D2، والمستقبلات الماسكرينية mACh.
- ضعيف: مستقبلات 5-HT2C، ومستقبلات الدوبامين D1، ومستقبلات α2 الأدرينالية.

| الناقل/المستقبل                     | Ki نانومتر | النوع |
| ----------------------------------- | ---------- | ----- |
| ناقل السيروتونين                    | 149        | البشر |
| ناقل النورأدرينالين                 | 2450       | البشر |
| ناقل الدوبامين                      | 3780       | البشر |
| مستقبلات الهيستامين H1              | 1.4        | البشر |
| α1                                  | 24         | الفأر |
| α2A                                 | 1380       | الفأر |
| α2B                                 | 380        | الفأر |
| مستقبلات الأسيتيل كولين الماسكرينية | 59         | البشر |
| 5-HT2A                              | 19.5       | الفأر |
| 5-HT2C                              | 537        | الفأر |
| 5-HT3                               | 9120       | الفأر |
| D1                                  | 347        | الفأر |
| D2                                  | 57.5       | الفأر |

## الخصائص الدوائية
يمتلك تريميبرامين اثنين من النظائر الضوئية، حيث أن سيتوكروم 2C19 هو المسئول عن نزع الميثيل من (D)- و (L)تريميبرامين وتحويله إلى (D)- و (L) ترميبرامين منزوع الميثيل، بينما (CYP2D6) مسئول عن إضافة الهيدروكسيل إلى (D)- و (L)تريميبرامين منزوع الميثيل وتحويله إلى هيدروكسي ديسميثيل تريميبرامين، يقوم (CYP2D6) بأيض التريميبرامين إلى هيدروكسي تريميبرامين.

## تاريخ الدواء
وقد وافقت منظمة الغذاء والأدوية على تداول كبسولات ماليات تريميبرامين لأول مرة في الأول من يناير عام 1982م في صورة كبسولات 25 مغم و50 مغم، بينما تمت الموافقة على كبسولات 100 مغم في 15 سبتمبر عام 1982م. وقد أعطيت نسخة للنماذج الثلاثة لمنظمة الغذاء والعقاقير وتمت الموافقة عليها في 2 أغسطس عام 2006م.